# 能勢伊勢雄
能勢 伊勢雄（のせ いせお 英語名:NOSE Iseo 1947年-）は、日本の写真家、前衛映像作家、ドキュメンタリー映画監督、音楽・美術評論家（批評）、書籍編集、音楽CDプロデュース、現代美術展企画等。

## 人物
さまざまな表現の交錯する場として、1974年に老舗Live House『PEPPERLAND』を設立。岡山市・倉敷市連携文化事業『スペクタル能勢伊勢雄1968-2004』 展（企画：那須孝幸）にて、長年にわたる脱領域的、学際的な活動のすべてがはじめて広く紹介された。2009年より銀塩写真技術の継承を目的とした写真家集団「Phenomena（フェノメナ）」（メンバー：岡茂毅、木村匡孝、柴田聖子、能勢遊神、森美樹）を設立、主宰。2010年より美學校 岡山校（PEPPERLAND内）を開校。

## 略歴
| 1947年（昭和22年） | 岡山県倉敷市に生まれる |
| 1956年（昭和31年） | 山﨑治雄に写真を習う |
| 1964年（昭和39年） | 岡山市教育委員会主催『岡山県連合美術展』シリアスフォト部門で会長賞･金賞･白賞･ドキュメントフォト賞を同時受賞 |
|                    | 岡山県立工業高校写真部部員を引率して武智鉄二（1912−88）『白昼夢』（1964）を団体鑑賞し警察に補導 |
|                    | 映画史､映画論の研究団体『映画友の会』を発足（岡山県立文化センター） |
| 1965年（昭和40年） | 写真の基礎研究成果として「フィルムの基礎」（手書き6ページ）を執筆 |
|                    | 岡山県立岡山工業高等学校･電子科を卒業 |
| 1966年（昭和41年） | 早川電機労働組合郡山支部機関誌『ひびき』2月号に「「もの」の恐怖」を執筆 |
| 1967年（昭和42年） | 8mmカメラによる自主的な映画製作を開始 |
| 1968年（昭和43年） | 大阪シナリオ学校を卒業 |
|                    | 映画『黙示録』（映画語法の実験）､『ニューズリール to ニューズリール』（サンプリングと映像カットアップ）､『スクラップフイルムズ』（チャンスオペレーション作品）､『モアレ』（オップアートフイルム）を製作 |
|                    | 岡山大学教官 荻原勝（1931− ）（東京大学独文修士課程修了後､岡山大学教養部独語講師 1975年に岡山大学を退官）と知り合う |
|                    | 「UMU創造論理空間研究会」を発足（岡山） |
|                    | RSKラジオ番組「サンデー･ベスト」の型破りなコーナー『呵のロック説法』（ナビゲーター 福間義朝）のプロデュースを約半年間担当 |
|                    | 『黙示録』を上映（かわなかのぶひろ（1941− ）主宰の日本アンダーグラウンドセンター（現イメージフォーラム）による上映会）（京都） |
|                    | 『FACE 1968』上映（コマンド､岡山大学，岡山） |
| 1969年（昭和44年） | ゼロ次元ほかが参加した反万博共闘に「岡山フィルムアート」として参加 |
|                    | 映画『ニューズリール -大衆貴族ハプニング-』（ハプニングドキュメント）製作 |
|                    | 「創造論理空間研究会」（主宰 吉田功 書家）にて「サイボーグアートの構造と可能的方法」発表（アトリエ創，大阪） |
|                    | 『第3回 芸術ターグング』（主催 創造論理空間研究会）にて「現代空間論序説」発表（京都アカデミーハウス） |
|                    | 『サイボーグアート論』の著者 吉田功などと「建築･芸術･宗教」について討議 （数学者 河合良一郎（当時京都大学教養学部教授）を知る） |
|                    | 『フィルムアート･フェスティバル』（主催 密月アートセンター､岡山県立文化センター､怪化〈フィルム〉/企画 岡山フィルムアート）（岡山県総合文化センター） |
|                    | 金坂健二（1934−99）などによる「ニューズリール運動」の一環として大学などの巡回上映開始 |
|                    | マルチプロジェクション映像ハプニング『ポップスライドSHOW!』（主催 能勢プロ）（コマンド･アート･センター，岡山） |
|                    | イヴェント『アポロ専科』（主催 岡山フィルムアート）（岡山禁酒会館） |
| 1970年（昭和45年） | 映画『自己の風景を求めて -ドッグ･キラー-』（ハプニング+ドラマ）製作 |
|                    | ジーン･ヤングブラッドの名著『Expanded Cinema』（1970）を知る |
|                    | 『CYBORG→BIBORG→METABORG 試論（サイボーグ論序説）』（全9枚ガリ版アートレジメ）発行 |
|                    | 単行本『ON CYBORG（サイボーグ論）』（UMU創造論理空間研究会出版局/序文 河合良一郎 京都大学教授）刊行 |
| 1971年（昭和46年） | 短編映画集『フルクサス･フィルムズ』（ハプニングドキュメント『ニューズリール -大阪ハプニングドキュメント-』､ハプニング実験映画語法処理作品『ザ･バースデー』）製作･編集･監督 |
|                    | 松岡正剛（1944− ）編集長のオブジェ･マガジン『遊』（工作舎）の創刊を知る（梯明秀（1902−96）の特集に衝撃を受け､自著『ON CYBORG（サイボーグ論）』を送る。以降､松岡正剛と交流） |
|                    | 岡山大学学園祭「津島祭」総合プロデュース |
|                    | （講演会テーマ “「物質」と「科学的認識」と「感性」の位相差を如何にうめるか” 講師 梯明秀､嶋田厚､北川敏夫､村上一郎､松永吾一､谷川健一など。上映会テーマ「知覚の拡張から解放へ」） |
|                    | 山陽女子短期大学（岡山）大学祭のアンダーグラウンドシネマ上映会『知覚の解放アングラフィルム祭』企画 |
|                    | 『岡山県現代美術展』（「汎瀬戸内現代美術展」連携/企画 山本遺太郎 岡山県総合文化センター）にて､林 三從（1933−2000）展示作品の車を炎上させるハプニング |
| 1972年（昭和47年） | 『Flux Flicker』（主催 しねいん）にて､『黙示録』『ザ･バースデー』上映（渋谷ジァンジァン，東京） |
| 1973年（昭和48年） | 馬場正義とデザイン事務所「あどりえBOW」設立（岡山） |
|                    | 岡山地裁スモン訴訟弁護団（弁護団長 横田勉､事務局長 高原勝哉､事務局 奥津亘､佐々木斎法律事務所など）の奥津亘弁護士の依頼で公判用証拠保全のための写真撮影協力を開始 |
|                    | PROJECT TEAM UP.のプロデュース（第1回企画として若松孝二（1936− ）『狂走情死考』（1969）を上映し､能勢作品とフィルムセッションを行う）（岡山労働会館ホール） |
|                    | フリーペーパー『我（エゴ）から大宇宙（マクロコスモス）へ』（UMU創造論理空間研究会）発行 |
|                    | 共著『墓をあばいておぼろ千年王国』（UMU創造論理空間研究会､亜土利江某）に「最終個体から」執筆 |
| 1974年（昭和49年） | （ -現在）Live House PEPPERLAND 設立･主宰 （毎年､イヴェント､ライブ等多数開催） |
|                    | ジョナス･メカス『リトアニアへの旅の追憶』（1972）企画上映（岡山PEPPERLAND） |
| 1975年（昭和50年） | 『共同性の地平を求めて 68/75 荻原勝ドキュメント』（16mm 120min､編集･監督）完成（以下『共同性の地平を求めて』） |
|                    | （編集過程で､ギー･ドゥボール『スペクタクルの社会』（1967）で語られたシチュアシオニストの「情報資本主義社会における文化･芸術による社会変革運動の方法論」に影響を受ける） |
|                    | 『ペパーランド･フィルム･フェスティバル』にて､ビートルズ､サンタナのライブ･イン･ジャパン上映 |
|                    | 『瞬刊 映画HAIRO』（映像作家集団ハイロ）の「各地の上映グループと場」にペパーランドの紹介記事 |
| 1976年（昭和51年） | 『松本俊夫映像個展』（主催 岡山大学映画研究部/部長 小川孝雄）にて松本俊夫と対談（岡山大学） |
|                    | 『唄が旅から帰ってきた時』（有文社/文 田川律､写真 糸川輝史）の記事「全国ライブハウス絵図」に寄稿 |
|                    | 『NEW CINEMA EXPRESS』（ニューシネマエキスプレス/編集 原将人ほか）にて岡山の映画グループとして紹介 |
|                    | 月刊『ムービン･オン』（ムービン･オン編集室）に「アンダーグラウンド映画と私の関わり」（上･下）執筆 |
|                    | キネマ旬報 増刊『日本映画監督全集』（キネマ旬報社）に映画監督として記載 |
| 1977年（昭和52年） | NHK番組「若い広場 フィルム･わが青春 -大林宣彦と語る-」出演（『共同性の地平を求めて』について大林宣彦と対談）（NHK放送センター,東京） |
|                    | 岡山大学大学祭『共同性の地平を求めて』上映（岡山大学） |
|                    | （岡山大学大学祭パンフレット『プレ大学祭として』（岡山大学学友会）に「映画を上映するにあたって」執筆） |
|                    | 『ペパーランド･アンダーグラウンド･フィルムフェスティバル』作家 ほしのあきら､村山恵一郎､赤土輪､今泉義一ほか（岡山PEPPERLAND） |
|                    | 上映会『スワノセ精神文化への旅』（主催 ペパーランドシネマディクト）シリーズ連続上映（岡山PEPPERLAND） |
|                    | 上映会『ハイロ･イン･岡山』（主催 ペパーランドシネマディクト）（岡山PEPPERLAND） |
|                    | 月刊『ムービン･オン』に「いつか出逢うはずの共同体へ -瞑想-」執筆 |
|                    | （『映画評論』編集長･佐藤重臣の目にとまり､同氏が岡山PEPPERLANDを訪問） |
|                    | 『わんだあらんど』に「これから岡山で公開されるアンダーグラウンド･フィルム･シネマ」執筆 |
| 1978年（昭和53年） | 松岡正剛が提唱した「遊学」を実践する研究会『遊会』（主催 工作舎）開催（岡山PEPPERLAND） |
|                    | LPフォークグループ 道の華『風景の崩壊から -風景の回復へ-』録音･製作（ライナーノーツに「人は直接､人の内面に入ることはできない。まして精神史などは」執筆）（岡山PEPPERLAND） |
|                    | 『シネマトグラフの夜』（主催 工作舎）にて『共同性の地平を求めて』上映（永田陽一､山崎博､松下正己など参加） |
|                    | （上映後､松岡正剛から「この映画に“挽”（梵字のバンは 生命の絶対肯定）を贈る。“挽”とは共同性である。」とのクレジットタイトルをプレゼントされる） |
|                    | 『遊』10月号に「コーヒーの香に 映像の矢を 放ちをり」執筆､12月号に「とてつもない場を求めて」執筆 |
| 1979年（昭和54年） | PEPPERLANDを改装（設計 高原一朗建築研究所）第2期に入りライブハウス機能が本格化 |
|                    | ケネス･アンガー『我が兄弟の悪魔の呪文』と『共同性の地平を求めて』同時上映､対談 テーマ『〈表現〉の回路の模索』金坂健二×能勢伊勢雄（同志社大学大学祭，京都） |
|                    | 『山海塾･金柑少年』（主催 ペパーランド）公演 （岡山県総合文化センター）） |
|                    | 『これが最高! Vol.2 日本編 EVERYBODY’S CHO¬ICE TOP 100 ALBUMS』（スターダム･ブックス/編集 ミュージックセールス､監修 相倉久人）に『ジャックスの世界』などアルバム紹介執筆 |
|                    | 季刊『アゥロラ』（アゥロラ編集室）に「図の招来」執筆､松岡正剛との対談記事「21世紀の旗手! 認識論と観音経をひっさげてセイゴオオーラがおりてくる」掲載 |
| 1980年（昭和55年） | 『遊』の別冊「遊へ組［糞! あるいはユートピア］」組本3に「魂の異性体」執筆 |
|                    | （ -現在）第一回「岡山遊会」を月例開催（岡山PEPPERLAND） |
|                    | 『共同性の地平を求めて』上映（広島大学､京都大学西部講堂､イメージフォーラム，東京､明治大学，東京､シアター･キノ，札幌､福井など） |
|                    | 化身塾･劇団日本維新派『華軍（はないくさ）招春連珠』〈九州･中国･近畿･東海〉公演（岡山PEPPERLAND） |
|                    | 月刊紙『イメージフォーラム』（アンダーグラウンドセンター）に「100年後にsetされた映画というものがあっても良いだろう」執筆 |
| 1981年（昭和56年） | パンフレット『メディテーションフィルム/荻原勝ドキュメント『共同性の地平を求めて』Seeking for Correlation』（幻覚工房/編集 ペパーランド ､執筆 片山寛､丸山徹､森脇忍､能勢伊勢雄）刊行 |
|                    | 『1980年公開作品アンソロジー･シネマティーク1980』（主催 イメージフォーラム）にて『共同性の地平を求めて』再上映（イメージフォーラム，東京） |
|                    | 『共同性の地平を求めて』上映（主催 シネマ･ド･オルフェ’81）､幻覚工房､同志社大学大学祭）（大阪教育大学付属高校､京都大学西部講堂） |
|                    | 『ペパーランド･アンダーグラウンド･シネマディクト』（飯村隆彦『LOVE』（1962）､『ONAN』（1962）など6作品上映）､飯村隆彦講演会「映画の将来学」（岡山PEPPERLAND） |
|                    | 『プレ･ジャパネスク･コンサート -音霊乱舞-』（企画 Groupくちずさみ）（岡山PEPPERLAND） |
|                    | 『ジャパネスク･コンサート -音霊乱舞-』（企画 Groupくちずさみ/協賛 工作舎･MMDシンクロニシティ/出演 鈴木周凍､川原龍峰､林廣春）パンフレット『言詞散花「ジャパネスク･コンサート -音霊乱舞-」』編集･発行（岡山県総合文化センター） |
|                    | 『MMDシンクロニシティ･コンサート』パンフレット『MMD Improvisation 1』に「〈フィールドの動向とメッセージ〉ざわめきが聞こえてきた。」､パンフレット『MMD Improvisation 3』に「MMD･即興･音舞」執筆（岡山PEPPERLAND） |
|                    | 『遊』1月号に「ユーケストラ･リハーサル」執筆､11月号に「岡山遊会」紹介の記事掲載 |
|                    | 『京都大学新聞』に『共同性の地平を求めて』についての論評掲載 |
|                    | 『日本映画1981 ’80年公開日本映画全集』（芳賀書店）に『共同性の地平を求めて』紹介 |
| 1982年（昭和57年） | 烏城無線ICランドセミナー講師を担当 |
|                    | 『共同性の地平を求めて』上映（山形大学学園祭） |
|                    | 中村裕『WORKSHOP 321 ’82 -注目すべき人々との出会い-』（音楽と即興絵画と詩のトータルメディア･イヴェント）（岡山PEPPERLAND） |
|                    | ピーター･ブルック『注目すべき人々との出会い』（1979）上映会（共催 映画文化交流会（シネマ･クレールの前身）） 同上映会のポスター制作（岡山PEPPERLAND） |
|                    | 『走れアルマジロ 豊田勇造コンサート』（主催 ペパーランド）（ヤマハ･ミュージックホール，岡山） |
| 1983年（昭和58年） | （ -’87）『rock magazine』（ロック･マガジン社/編集長 阿木譲/1976年創刊）の執筆､編集 |
|                    | 上映会『能勢伊勢雄コンセプト･シネマワーク』開始（岡山PEPPERLAND） |
|                    | 上映『共同性の地平を求めて』（主催 チョングリマングリ団） （岡山大学北津寮食堂） |
|                    | 『Special Event Vol.2 ’83 NEW YEAR PARTY JAZZ+MOVIE+DRINK』（主催 AC 美術研究所）映像担当 |
|                    | 『パワー･オブ･ザ･ダークサイド -闇に潜む原理-』（主催 モンキー･カンパニー）上映会（岡山大学学館ホール） |
|                    | （ -’87）『NUTS』（岡山大学新聞会）創刊号に「コンセプト･シネマワーク」執筆 |
| 1984年（昭和59年） | 『マスター･ピース･オブ･アヴァンギャルド･シネマ』（主催 能勢伊勢雄コンセプト･シネマワーク）（岡山PEPPERLAND） |
|                    | 『1980−84ゲルマンニューウェーブフィルムカフェ -最新ドイツ実験映画祭』（主催 ペパーランド）26作品上映（映画文化交流会,岡山･大阪ドイツ文化センター･岡山日独協会） |
|                    | ジョナス･メカス『ロスト･ロスト･ロスト』（1949−63）上映（岡山PEPPERLAND） |
|                    | 『山海塾アートコラボレーション展』（AC 美術研究所，岡山） |
|                    | 『HYPER ECSTACY -NAKED CONCERT by THE ESOTERIC PLAN-』コンサートをプロデュース､同パンフレットのエディトリアルとコピー担当（デザイン あどりえ･ぼう､写真 藤原重利）（岡山ビブレホール） |
|                    | 阿木譲『イコノスタシス』（im･pe･tus出版）に推薦文「記号を超える「死」〈死〉という象徴」執筆 |
| 1985年（昭和60年） | （ -’94年3月）ペパーランド会報誌『GIFT OF NOISE』（編集 諫山修一）発行､執筆 |
|                    | 『DEVOTION』（POWER PLANT）に執筆 |
|                    | 『J STUFF EXPRESS』（J･STUFF）に執筆 |
|                    | （ -’86）『EXPRESS』（J･STUFF）に執筆 |
|                    | フリーペーパー『ぷあーと』（OKAYAMA INAKAMACHI）に「ノイジアン」執筆 |
|                    | （ -’86）『RÉV』Vol.3（星雲社/編集 レヴ･プロダクト､田中浩一）に「夢見ることの恐ろしさ -バージニア･ウルフなんか恐くない-」執筆､編集 |
|                    | （ -’87）『EGO』（im-pe-tus inc､編集 阿木譲）の特集「KEINE ZUKUNFT, KEINE ZURÜCK ロスト･フューチャーからの啓示･失われた故郷で見た同じ夢」編集 |
|                    | ジョン･ウォーターズ『ピンク･フラミンゴ』（1972）上映会企画（ACセンター，岡山） |
|                    | 『プラクリット日本語インスタレーションプランコンサート』（主催 Groupクチズサミ）クルト･シュビッタースのメルツバウ作品をあしらったデザインのパンフレット制作（岡山PEPPERLAND） |
|                    | コンサート『プラクリット･インスタレーションプラン』参加 岡山PEPPERLAND丸山徹､藤原重利､河原龍峰ほか（岡山PEPPERLAND） |
| 1986年（昭和61年） | 1973年からの岡山地裁スモン訴訟弁護団のための写真記録協力により､岡山法律センター開設10周年記念パーティに招待 |
|                    | 『INDEPENDENT ART 1987』（主催 『EGO』）を開催し､ポスト･インダストリアル･ミュージックについて阿木譲と対談（LesBois，大阪） |
|                    | 上映『共同性の地平を求めて』（主催 YhvHプロジェクト）（大阪造形センター･カラビンカ）､『これが映画だ ! クラシック編（1921-1981）』（主催 シネマ･ド･オルフェ）（京都大学西部講堂） |
|                    | LP『イントネーション with RECORD Vol.1』ライナーノーツに「インディーズ･シチュエーション」､「ケイコ･ワンダー･ミュージック」執筆 |
|                    | 『HOLIC』（少年社）に「岡山 -無数の霊と存在の共振する場-」執筆 |
|                    | 季刊『VOYANT』（ヴォワイアン･シネマテーク）に「あるシネマ状態の予感 ペパーランド」執筆 |
| 1987年（昭和62年） | テクノポップ･ユニットTUNE-UPのLP『PSYCHO-TUNE』（STIGMA Records/写真 佐々木光）企画･制作･リリース |
|                    | ファッションショー『SPRING-SUMMER COLLECTION』（主催 中国デザイン専門学校）音楽担当 |
|                    | 上映会『SATURDAY NIGHT MOVIE No.3』 『バロウズ』（1984）､『デコーダー』（1983）『No.9』の作品と『残酷物語（コント･クリュエル）』三部作上映（岡山PEPPERLAND） |
|                    | 『ハイパー･ムジック･コンサート［第1回］』パンフレットに「特集･エレクトロニクス･メタル･ビート特集1」､『ハイパー･ムジック･コンサート［第2回］』パンフレットに「特集･スカトロジー」執筆 |
| 1988年（昭和63年） | （ -現在）岡山県産業デザイン協会員（杉浦康平の推薦により） |
|                    | 先史研究家･若狭哲六､出口王仁三郎､松岡正剛､ジェネシス･P･オーリッジ､ジャック･スミスを配したペパーランド第3期の開店祝ポスター（デザイン 馬場正義､コピーライト&ディレクション 能勢伊勢雄）制作 |
|                    | 上映『共同性の地平を求めて』（主催 YhvHプロジェクト）（大阪カラビンカ） |
|                    | 『Ea（イーエー）岡山の暮らしと家を考える住宅百科'89』（山陽新聞社）創刊号に「システム社会の家具音楽･FURNITURE MUSIC」執筆 |
| 1989年（平成元年） | （ -’95）『備前アートイヴェント』（主催 備前市商工会議所）アシスタントディレクター |
|                    | （『備前アートイヴェント』（主宰 林 三從/1997年まで開催）のスタッフ､アシスタント･ディレクターとして､各企画のプロデュース､映像製作を始め､林 三從とともに最新のアートの動向紹介） |
|                    | 岡山放送番組『ハンドレッドおかやま No.59 岡大紛争･それぞれの傷跡 -4･12事件より-』出演 |
|                    | 岡山放送開局20周年記念放送番組『太陽の塔 -熊山遺跡の謎-』にて資料･シナリオ作成 |
|                    | 『岡山県現代デザイン選抜展』（主催 岡山県教育委員会､岡山県総合文化センター､岡山県総合文化センター文化振興会）にてペパーランドのポスターが選出（岡山県総合文化センター） |
|                    | 『FLUX FLICKER NO.5』（主催 しねいん）にて『ザ･バースデー』上映（渋谷ジァンジァン，東京） |
|                    | アンジェイ･ズラウスキ『悪魔』（1972）を映像文化交流会で16年ぶりに上映（この映画は全世界で上映を禁止されていた）（岡山PEPPERLAND） |
|                    | ヴォワイアン･シネマテーク映像新作展『IMAGE LINKS '89』（岡山PEPPERLAND） |
|                    | 『第3回倉敷音楽祭パンフレット』（倉敷音楽祭を支援する会）に「THE LATEST MUSIC FILE MUSIC POISON シャール･プラッテン･マニーの祈り」､「サムルノリ聞きかじり講座 サムルノリ（SAMURUNORI）VS中上健次（KENJI･NAKAGAMI）」執筆 |
|                    | 『オアシス』（夢番地）に執筆 |
| 1990年（平成2年）  | 元伊勢籠神社真名井宮（丹後半島，京都）参拝時に､三首の和歌を授かる 「祀られし 対神籬に 封じられ 瑞と厳の 奥津城と化す」 「塩土の 翁の声に 呼び込まれ あたり暗い 真名井の宮」 「見えぬ地で 雄島雌島を 垣間見る 樹木の中の 国祖の吐息」 |
|                    | （ -現在）映像上映研究会「Video Hacking」の月例会（国内外のエクスぺリメンタル･シネマの上映､解説）主宰（岡山PEPPERLAND） |
|                    | 備前アートイヴェント『技術と人間』にて林 三從とともに各企画プロデュース |
|                    | （北村透､榎本勝彦など笠岡高島のアートイヴェントと連携開催 映像製作を行い､林 三從のサウンド･インスタレーションとともに発表） |
|                    | 岡山初のクラブイヴェント『BURROUGHS NIGHT for E Generation』（主催 EndMax:武邑光裕､深田都志哉､阿木譲ほか）の岡山ディレクション担当。また､岡山PEPPERLANDで開催 |
|                    | 『E』（ノイ･プロダクト/編集 阿木譲､深田都志哉）に「MUSIC CYBERNETICS」執筆 |
|                    | 八木敏乗『岡山の祭祀遺跡』（日本文教出版）企画･編集協力 |
|                    | 『SLOW ＆ FAST』（岡山大学新聞会/オーガニック･エディター 能勢伊勢雄）の特集「CYBER CULT DECORDER BLACK SABBAT」に「ZONE 1 SABBAT」執筆 |
|                    | （ -’96）『オアシス』（夢番地）に音楽評論「MUSICK SPECTACLE」の連載執筆 |
|                    | 『VIVRE CLUB』（岡山ビブレ）に執筆 |
|                    | クラブイヴェント『MIX NIGHT in OKAYAMA』（主催 FOOL’S MATE RiMix Presenta:小泉正文、伊藤ガビンほか）の岡山ディレクション担当。また､岡山PEPPERLANDで開催 |
| 1991年（平成3年）  | 三菱電気シンクタンク『メルブレーンズ創造研究所』（東京）編集顧問就任（同研究員には米島竜雄､松蔭浩之､ジャン･ピエール･テンシン､平野治郎など） |
|                    | 『メール･インプロヴィゼーション』にメールアート作品を出品（千葉市民ギャラリーいなげ） |
|                    | 音楽情報フリーペーパー『PEPPERLAND HOUSE STATION』（ペパーランド）発行 |
|                    | テクノ･パーティ『HYPNODELIC 999』（主催 芝原龍弥 DJ＆評論家）のスーパーバイザーを務める。出演 DJヨージ･ビオメハニカ､HYPERDERIC VIDEOほか（大阪Ｍ2） |
|                    | 上映会『V.I.E.W.全国巡回上映-誘惑の甘い罠-集合映画論』（主催 映像ネットワークジャパン）（岡山PEPPERLAND） |
|                    | クラブイヴェント『HOUSE PARTY VIRTUAL HOUSE NIGHT』連続開催（岡山PEPPERLAND） |
|                    | 備前アートイヴェント『「“風土-風水"と資源」にむかって』にて林 三從とともに各企画プロデュース､イヴェント映像を記録 |
|                    | （同ポスターをデザイン､同パンフレット『DOCUMENT BIZEN ART-EVENT 1987-199X』 （林 三從/編集 林 三從､能勢伊勢雄）に「インプロヴィゼーションとエコロジー」､対談「'91備前アートイヴェント“風土-風水” について」､「LAST WORD 結びにかえて」執筆） |
|                    | ハードコア･テクノ･パーティ『GHOST NIGHT』（DJヨージ･ビオメハニカ､DJ MARCほか）連続開催（岡山PEPPERLAND） |
|                    | 『03（ゼロサン）』（新潮社）に「清水アリカ（作家）…優れた感性に期待したい『革命のためのサウンドトラック』」執筆 |
|                    | 『ET･PLUS』（メルブレーンズ/編集 谷崎テトラ､井上正基）に「［稲］の国家と［石］の民族」執筆。特集を担当 |
| 1992年（平成4年）  | 水戸芸術館『ANOTHER WORLD』展 連動企画『超越思考講座 アナザーワールドへのプロローグ』企画､講師 |
|                    | （第1回は松岡正剛を招き「異世界の誕生」開催､第8回の最終講座「アナザーワールド･マトリクス」は谷崎テトラと担当） |
|                    | 『土方巽 舞踏フィルム＆パフォーマンス』プロデュース（岡山市立オリエント美術館） |
|                    | 第7回 備前アートイヴェント『電脳感覚と近未来コミュニケーション』のアシスタント･ディレクター担当（脳波検査機“イーバ”体験､『サイバーテクノロジー･シンポジウム』など開催） |
|                    | ファッションショー『SPRING-SUMMER COLLECTION』（主催 中国デザイン専門学校）音楽担当 |
|                    | 『岡山市内高等学校PTA連合会 芸能部･文化部の歩み1950-1990』（岡山市内高等学校PTA連合会､芸能部･文化部の歩み編集委員会）に「当時を振り返って」執筆 |
|                    | 『Sh-I-N-C』（イメージ･インテグレーター･ギャザリング/企画･構成 メルブレーンズ）に「MUSIC 覚醒していく未来の音楽」執筆 |
|                    | （ -’93）『club VALIS』に執筆（club VALIS/編集スタッフ 能勢伊勢雄､深田都志哉） |
|                    | （ -’93）『club VALIS』に執筆（club VALIS/編集スタッフ 能勢伊勢雄､深田都志哉） |
| 1993年（平成5年）  | CD book『Prologue to ANOTHER WORLD』（水戸芸術館）編集､収録 |
|                    | （制作 メルブレーンズ創造研究所/編集 能勢伊勢雄､谷崎テトラ）“遊図”を応用したコンセプト･マップとして相関図「アナザーワールドへのプロローグ」作成） |
|                    | 大脳生理学者J.C.リリー博士（アイサーチ･ジャパン（ICERC Japan）招聘）と日本側代表として対談･講演（伊豆） |
|                    | 『UNDERGROUND CINEMA映画のフルクサス･ムーブメント 能勢伊勢雄の作品』（主催 シネマ･ド･オルフェ）にて映画上映と講演（京都大学西部講堂） |
|                    | 備前アートイヴェント『音によるカミロギ･システム 海神-潟神-との交信』のアシスタント･ディレクター担当。同イヴェントのチラシデザイン（参加 塩見允枝子､藤枝守ほか） |
| 1994年（平成6年）  | 水戸芸術館5周年記念展『ジョン･ケージのローリー･ホーリー･オーバー･サーカス』にて3企画行う。その中で『能勢伊勢雄のフルクサス･フィルムズ '68- '71』8作品をJ.ケージのメソッドにより上映（水戸芸術館，茨城） |
|                    | 日本初のCD-ROMマガジン『pod（paradise of digital）』Vol.1にデジタル作品「VALISMAS」掲載 |
|                    | 備前アートイヴェント『神々の庭園 ソニック･カミロギ･サーキット』アシスタント･ディレクター。ポスター･チラシデザイン。協賛企画 万華興（岡山PEPPERLAND） |
|                    | 平井康嗣と最先端音楽講座『NONGENRE MUSIC EDGE』（岡山PEPPERLAND） |
|                    | 『リビングおかやま』（岡山リビング新聞社）に「CD book『ANOTHER WORLD』（水戸芸術館）編集者の能勢さんに聞く」インタビュー記事掲載 |
| 1995年（平成7年）  | 水戸芸術館美術セミナー『現代美術のABC+D』講師 |
|                    | （講義「人と未知との遭遇」､ほか講師に宮島達男､村上隆､椹木野衣など） |
|                    | 『山形国際ドキュメンタリー映画祭'95』にて『共同性の地平を求めて』選出上映 |
|                    | （別冊パンフレット『山形国際ドキュメンタリー映画祭 ’95スペシャルイヴェント「日本ドキュメンタリー映画の格闘 70年代」』に「あの時代のもうひとつの映画」執筆） |
|                    | 国内初インターネット国際見本市『インターネット･サイバーワールド’95』のカンファレンスにパネラーとして招待参加（パシフィコ横浜，神奈川） |
|                    | 備前アートイヴェント『飛来するもの』アシスタント･ディレクター､ポスターデザイン |
|                    | 共著『サイバーレボリューション』（第三書館/編集 金田善裕）「カオスの縁」執筆 |
|                    | 共著『ジ･オウム -サブカルチャーとオウム真理教-』（太田出版/企画･編集 椹木野衣､木村重樹）にて「大本教霊学から見たオウム真理教」執筆 |
|                    | 『スタジオボイス』（インファス）の特集「フルクサス発 インターメディア･アートの出発点から」に「John Cage ジョン･ケージ」執筆 |
| 1996年（平成8年）  | 『デジタルボーイ』（毎日コミュニケーションズ）に連載執筆 |
|                    | 『シエスタ』（ジェイ･エム･エス）の記事「不思議研究最前線9」に「人はコンピュータで悟り得るか コンピュータ･ネットワークに探る意識進化の可能性」インタビュー掲載 |
|                    | 『シエスタ』（ジェイ･エム･エス）の記事「不思議研究最前線9」に「人はコンピュータで悟り得るか コンピュータ･ネットワークに探る意識進化の可能性」インタビュー掲載 |
| 1997年（平成9年）  | NHK BS-2 番組『真夜中の王国』出演（谷崎テトラのインタビューによる特集「現実がゆらぐ」） |
|                    | （ -現在）岡山シティエフエム「RADIO MOMO（レディオMOMO）」で番組『MUSICK SPECTACLE』のナビゲーター､DJ開始 |
|                    | 『詩のボクシング』岡山大会の審査委員 |
|                    | 『共同性の地平を求めて』上映（大阪キメラギュヌス（風来）､Live House ベアーズ，大阪） |
|                    | 上映会『This is not A.V. Vol.1」（岡山PEPPERLAND） |
|                    | JAPAN OVERSEAS PRESENTS『RUNZELSTIRN & GURGELSTOCK」（行動芸術+サウンド･アート）開催､DJとして共演（岡山PEPPERLAND） |
|                    | （ -’04）『Para Market Spectacle』に執筆､インタビュー |
|                    | （ -現在）『’97 Final and New Year live』（ペパーランド）執筆（毎年末） |
| 1998年（平成10年） | NHK BS-2 番組『真夜中の王国』出演（谷崎テトラのインタビューによる特集「現実がゆらぐ」） |
|                    | 上映会『1968年 -光と闇-」（主催 シネマ･ド･オルフェ）にて『共同性の地平を求めて』上映､対談『今､共同性とは ? 映画以後20数年の歩みから未来へ向けて』荻原勝×能勢伊勢雄（京都大学西部講堂） |
|                    | ライブ『TONY CONRAD THE MINIMALISM CONCERT IN JAPAN 1998』（主催 アイウィル）（岡山PEPPERLAND） |
|                    | 展覧会カタログ『観想の空間 -マンダラ･尾道･曼荼羅展-』（尾道市立美術館）「曼荼羅ミュージック」執筆 |
| 1999年（平成11年） | 特定非営利活動法人ミーツ（NPO法人meats,岡山）顧問 |
|                    | 『今年の抱負 斎藤公平vs.黒沢伸』（主催 Gallery K）にて『自己の風景を求めて -ドッグ･キラー-』上映 |
|                    | 『UNDER GROUND CINEMA -フルクサス･スピリッツ-』（主催 シネマ･ド･オルフェ）にて『フルクサス･フィルムズ』上映 |
|                    | 『アヴァンギャルド映画講座 -映画のフルクサス･ムーブメント-』（主催 大阪造形センター､シネマ･ド･オルフェ）の座談会参加 |
|                    | 伊奈正人『サブカルチャーの社会学』（世界思想社）第4章「アンダーグラウンドシーン」に「文化拠点のライブハウス」「写真からマルチクリエーターへ」の評論掲載 |
| 2000年（平成12年） | 尾道市立美術館開館20周年記念展『龍の國尾道･その象徴と造形』監修､関連シンポジウムにパネラー参加 |
|                    | （同展カタログ『龍の國･尾道 -その象徴と造型-』（尾道市立美術館）「何かに導かれた龍展」「神業物語」「続:神業物語」執筆､展示解説文章「龍展図録補完文章」作成 |
|                    | 高橋巌（日本人智学協会代表）に「我が国の人智学運動である」と評される |
|                    | 文化講座『ドラゴンミュージックの変遷 音楽における龍を探る』講師（尾道市立図書館） |
|                    | 松岡正剛によるインターネット学校「ISIS編集学校」（主宰 編集工学研究所）が開講され､師範代（のち師範）として「能勢伊勢雄ムジック教室」を開設し担当 |
|                    | 岡山･芥子山山頂におけるイヴェント『meats･SADOU･RAVE』（主催 NPO法人meats）企画プロデュース（喫茶とディープ･リスニング･イヴェント） |
|                    | 古澤流地唄舞『千年のときを越えて2:R+Y+U龍神伝説』（東銕仙会能楽堂）のイヴェント･ディレクション､トーク･セッション担当 |
|                    | L.F.C.メース『シュタイナー医学原論』（平凡社/編訳 佐藤公俊）監修協力 |
|                    | 『ユリイカ』（青土社）に「シュタイナーの根幹理念としてのゲーテ形態学」（編集 松本順正/対話･構成 能勢伊勢雄）対談形式で執筆 |
|                    | 『Quick Japan』（太田出版）の特集「日本音楽雑誌クロニクル第5回“関西発､伝説のカルト雑誌『ロック･マガジン』と阿木譲”Part1-2」に資料提供､紹介と発言掲載 |
| 2001年（平成13年） | 実験映画大回顧展『アンダーグラウンド･アーカイブス1958→in Kobe Kyoto Osaka』映像作品上映 |
|                    | （PLANET Studio+1で『能勢伊勢雄のフルクサス･フィルムズ』上映） |
|                    | 『第14回 人智学講演会』（主催 高橋巌）講演（大田区民プラザ，東京） |
|                    | 見尾瞳子個展『埋葬』（Gallery K）プロデュース（絵画を描くプロセスによる精神的病からの解放を企図）同展パンフレットに「見尾瞳子個展」執筆 |
|                    | ハードコア･バンドVAのCD ゆーこときカズ､41FISTER『Rapid Eye』制作､ライナーノーツに「RAPID-EYE」執筆 |
|                    | ZUVUYA のパーティ『JUNO REACTOR DJ XAVIER’S TOUR』DJ Xavier､DJ A.K.I.O.etc.（岡山PEPPERLAND） |
|                    | 『Sync』の特集「SOUND+VISION 岡山音楽図鑑 Chronicle -岡山ペパーランド編-」に「拒絶からは何も生まれない､いいものをちゃんと評価したいから。」紹介記事が掲載 |
| 2002年（平成14年） | 『現代作家の眼アートウェーブ岡山･巡回展』（主催 現代作家の眼実行委員会）写真･映像作品の出品 |
|                    | （写真『PORTOGRAPH』シリーズ初公開､上映『共同性の地平を求めて』『フルクサス･フィルムズ』､同パンフレットに「作家のことば」執筆） |
|                    | （ -現在）松岡正剛主宰「ISIS編集学校」師範 |
|                    | CD JINMO『AVANTRONIX』（Gakken.Co.Ltd.）ライナーノーツに「“天界の音楽”が思い出させる〈未来〉創造の秘密」執筆 |
|                    | CD 肉弾『肉弾』（いぬん堂）ライナーノーツに「『肉弾』が告知したもの」執筆 |
|                    | CD『Zeit Welle』ライナーノーツに「ゲーテ的世界観を現代に再興する音楽」執筆 |
|                    | CD 藤原重利『ドッグスター･ライジング』ライナーノーツに「ポスト･テクノのギターソロ」執筆 |
|                    | 『ジャックス･ファンクラブ』会報に早川義夫インタビュー関連記事の掲載 |
| 2003年（平成15年） | 勝央美術文学館『高梨豊写真展』企画･監修 |
|                    | （開催記念座談会に出席､同展パンフレットに「原植物への遍歴」執筆） |
|                    | 椹木野衣からのE-mailによる反戦運動呼びかけ『殺すな』に対し､「改めよ!!」執筆（E-mailで公開） |
|                    | 『ヘンリー･ダーカー展』（ワタリウム美術館）の関連企画講師として椹木野衣を推薦 |
|                    | 連続レクチャーシリーズ『THE ARCHIVES』 対談『rock magazineの時代』（jazz café nu things）阿木譲との対談者の一人として参加（参加者 山崎春美､東瀬戸悟ほか） |
|                    | フリーペーパー『BLUE RECORD』に「勘違いされていませんか?」と題して､前号で誤りのあった記事「シンクロ･エナジャイザー」についての詳細説明を投稿 |
|                    | CD ASKA TEMPLE『St.Maria, she extends her hands』ライナーノーツに「シュビッタースのように。」執筆 |
|                    | 『現代作家の眼アートウェーブ岡山･巡回展』カタログに長女･能勢聖紅の作家解説､作品公開歴を執筆 |
| 2004年（平成16年） | 岡山･倉敷市連携文化事業『スペクタル能勢伊勢雄1968-2004』展開催 |
|                    | 美術館講座『子供たちの未来へ』（ワタリウム美術館）の企画に「フォルメン線描」を提案､石川恒男を推薦 |
|                    | （ -’05）『松澤宥と九つの柱-九相の未来-パリニルヴァーナに向かって』作品出品（広島市現代美術館） |
|                    | ZAZEN BOYSセカンドアルバム『ZAZEN BOYSⅡ』のジャケットデザインにグラフィティ･アーティストKRESSを起用推薦） |
|                    | PBCと池田亮司のパフォーマンス記録映像（1991年 備前アートイヴェント/撮影 能勢伊勢雄）が､ジャン･ピエール･テンシンによりPBC記録映画『GOD+ANALOGIA』としてまとめられる |
|                    | イヴェント『ASCENSION SPECTACLE』（完全音階である自然倍音完全音階のハルモニア音楽を体験する）をJINMOと開催（岡山PEPPERLAND） |
| 2005年（平成17年） | 水戸芸術館『X-COLORグラフィティ in Japan』企画 |
|                    | 横浜トリエンナーレ2005『ストリートにおける表現の可能性』パネラー |
|                    | 窪田研二と共著『X-COLOR GRAFFITI IN JAPAN』（水戸芸術館･FOIL）刊行 |
|                    | CD Shintoka『Spoken Hard Words』に「Spoken Hard Wordsとは何か？」執筆 |
| 2006年（平成18年） | （ -現在）美學校『最終美術思考工房 -未来への軌跡-』講師（東京） |
|                    | 『PORTOGRAPH 能勢伊勢雄写真展』（Galeria Punto，岡山） |
|                    | 講演『市民による美術展実現のための方法論 -デジタル･ムネモシュネによるデジタル･ミュージアムの可能性について-』（主催 岡山市デジタルミュージアム） |
|                    | 中国デザイン専門学校フリーゼミ講師 |
|                    | 第44回岡山市芸術祭『アート･プログラム』出品（岡山市立市民病院） |
|                    | 『コラボレーション･ポエム 2006展』（主催 岡山県）出品 |
|                    | 『能勢伊勢雄写真展 PORTOGRAPH』（Photographers' Gallery，東京） |
|                    | 『スペクタクル能勢伊勢雄1968-2006』（IKAZUCHI，東京） |
|                    | 『photographers’gallery press no.5』に「記憶のトータルリコール 岡山市デジタルミュージアムの可能性」執筆 |
| 2007年（平成19年） | 『宇宙御絵図』に写真作品出品（豊田市美術館，愛知） |
|                    | 『理想宮』に写真作品「MORPHOLOGY」シリーズ出品（Gallery toaru，岡山） |
|                    | 『松澤宥一回忌』に写真作品出品（Gallery 360° ，東京） |
|                    | Biwako Biennale 2007にて正式レジデンッ作品J.P.テンシン監督『迦具土』の原作･監修並びにトークレクチャー |
| 2008年（平成20年） | 『渦と記憶』にて植田信隆とコラボレーション（Gallery ASK?，東京） |
|                    | CD book JINMO『ASCENSION SPECTACLE』（ペパーランド）企画制作･執筆 |
|                    | CD book JINMO『ASCENSION SPECTACLE』（ペパーランド）が第63回文化庁芸術祭参加作品に選定 |
|                    | 『渦と記憶』巡回展（Galeria Punto，岡山） |
|                    | DVD『INSIDE OUTSIDE』（UPLINK） インナーノーツ執筆 |
|                    | 銀塩写真家集団 Phenomena 結成（山﨑治雄から受け継いだ精神と写真技術を若者に継承する） |
|                    | 『倉敷芸術科学大学ヨコハマゼミ』アーティストトーク講師（BankART Studio NYK，神奈川） |
|                    | 『ルドルフ･シュタイナーと芸術』に写真･遊図出品､同展関連シンポジウム『シュタイナー芸術を生きる』にパネラー参加（ギャラリー册，東京） |
|                    | 出石まちかどギャラリー『6birds barked in the park』にて出張Video Hacking |
|                    | 『あの時代のふたつの映画』上映会に『共同性の地平を求めて』上映（伊豆）（併映作品は土方鉄人監督『特攻任侠自衛隊』） |
| 2009年（平成21年） | 『五感のユートピアを求めて シェーカーからバウハウスへ､アスコーナ､そしてドルナッハ-環境と芸術のコロニー-（共同体）の起源と現代-』に映像作品出品（ギャラリー册，東京） |
|                    | アートビオトープ那須「山のシューレ2009」にて､映画『共同性の地平を求めて』上映､講演（二期倶楽部，栃木） |
|                    | 『田中浩一展 -魔都 2009-』トークセッション（Gallery K，東京） |
|                    | 「倉敷芸術科学大学ヨコハマゼミ」講師（BankART Studio NYK，神奈川） |
|                    | トヨタ･アートマネジメント（TAM）のWebサイトのリレーコラムに「世界をひたすら繋げ!!! セルフマネジメントがアートマネジメントに!!!」執筆 |
| 2010年（平成22年） | 『リベラルアーツ講座』講義（九州大学大学院，福岡） |
|                    | 『第１回 九州遊会 遊学する土曜日』にてチューター 「遊学」はなぜ必要なのか？（福岡） |
|                    | 『渦と記憶』レクチャー+対談（カスヤの森現代美術館，神奈川） |
|                    | アートビオトープ那須「山のシューレ2010」にて､音楽史講義（二期倶楽部，栃木） |
|                    | 「美學校 岡山校」開校 |
|                    | 「空間プロデュース学科」講義（倉敷芸術科学大学，岡山） |
|                    | 『ネオハイブリッド宣言2』に写真作品出品､講演（原宿VACANT，東京） |
|                    | 巡回展『渦と記憶』作品内容を巡り講演（GALAXY GALLERY，大阪） |
|                    | CD 高橋巖『HARMONIA』（ペパーランド）プロデュース |
|                    | PEPPERLAND 35th Anniversary Event #2 かわなかのぶひろ映像上映会+鼎談 かわなかのぶひろ×大木裕之×能勢伊勢雄（岡山PEPPERLAND） |
| 2011年（平成23年） | 『山のシューレ2010レポート展』（ギャラリー册，東京） |
|                    | （『ペパーランド･ムジック･スペクタクル』ダイジェスト＆「山のシューレ2011」プレ講座『ゲーテ色彩論と系譜を巡って』講義） |
|                    | 『ゲーテ色彩論』講義（GALAXY GALLERY，大阪） |
|                    | アートビオトープ那須「山のシューレ2011」にて､講義『ゲーテ色彩論』（二期倶楽部，栃木） |
|                    | 『アーティストに必要なゲーテ色彩論とその系譜』講演（高知県立美術館､倉敷芸術科学大学，岡山） |
|                    | 山﨑治雄の展覧会（岡山県立美術館･岡山県天神山文化プラザ） |
|                    | 『写真家 山﨑治雄の写した岡山 1938-1960』（山﨑治雄の写真記録を保存顕彰する会 編）』（財団法人 福武教育文化振興財団）に「「写真」に教えられた真の写真家 山﨑治雄の思い出」を執筆 |
|                    | 岡本太郎生誕100年記念展『芸術と科学の婚姻 虚舟-私たちは､何処から来て､何処へ行くのか-』に3作品出品 |
|                    | （シンポジウム､ワークショップ「ティンクトゥーラで描く岡本太郎」） |
|                    | 『ユリイカ』 特集 「バンクシーとは誰か？」（青土社） に「ドキュメンタリーを脱臼させたアウトノミー映画」執筆 |
|                    | イーハトーブ in ルネス『能勢伊勢雄 遊学 in ルネス』（ルネスホール，岡山） |
|                    | Video Hacking イングマール･ベルイマン『冬の光』､今村昌平『人間蒸発』､吉田喜重『水で書かれた物語』､フェデリコ･フェリーニ『8 1/2』､佐藤一彦『自然（かんながら）に生きる』上映 （岡山PEPPERLAND） |
|                    | 『3.11 Nuclear Crash以降の生き方を探る』講師 （岡山PEPPERLAND） |
|                    | 『林 三從アート集成 -MIYORIPROJECT-』（鳥影社）に「インプロヴィゼーションとエコロジー」,「あとがき」寄稿 |
|                    | 実験映画上映『回想のマヤ･デレン』対談 金子 遊×今成尚志×小林耕二×能勢伊勢雄 |
| 2012年（平成24年） | 「渡辺サロン新年1月8日例会」（岡山）にて『3.11 Nuclear Crash以降の生き方を探る』講師 |
|                    | 『ALTERNATIVE MUSICK COURSE-DRONE』講座（岡山PEPPERLAND） |
|                    | 『TAIYO 33 OSAKA 「3.11 Nuclear Crash 以降の生き方を探る」』パネラー（梅田Shangri-la，大阪） |
|                    | 「@册塾」第一弾『3.11 Nuclear Crash 以降の生き方を探る』パネラー（ギャラリー册，東京） |
|                    | 隔月刊『OSERA』（ビザビリレーションズ）に「山﨑治雄の見たおかやま」を連載開始 （2012年4月-’16年6月まで25回連載） |
|                    | 『山口聡一郎展 -Climate-』にて対談､写真集に執筆（奈義町現代美術館，岡山） |
|                    | 銀塩写真家集団Phenomena『Amalgam Garden』監修（Galaxy Gallery，大阪） |
|                    | （トーク モブ･ノリオ×Phenomena+能勢伊勢雄､トーク PIKA☆（ex.あふりらんぽ）×Phenomena+能勢伊勢雄（司会 おかけんた）） |
|                    | 『岡山県天神山文化プラザ50周年記念事業 シンポジウム』パネラー､記念展『美へのまなざし･交差する世界』写真作品出品 |
|                    | アートビオトープ那須「山のシューレ2012」にて､講義『ゲーテ色彩論と系譜を巡って』（二期倶楽部，栃木） |
|                    | （講義『ゲーテ形態学が教えるかたちの神秘』､特別展示『高橋禎彦のガラスvs 能勢伊勢雄の写真 MORPHOLOGY ゲーテの形態学に出会う』） |
|                    | よさこいアート祭り座談会『龍×鬼 -ネオハイブリッド宣言-』（能勢伊勢雄×彦坂尚嘉×前田真二郎×大木 裕之）（高知県立美術館） |
|                    | 『ミカエルの時代と原子力 3.11以降の生き方を探る＃2』（主催ペパーランド）パネラー 小林直生司祭（岡山PEPPERLAND） |
|                    | 『ゲーテ色彩論』講演（東京早稲田フォーラム･スリー） |
|                    | 『銀座目利き百貨街2』出品（松屋銀座，東京） |
|                    | 『生きのびるためのアート?サイエンス?そしてミュージアム!』討議パネラー（日本科学未来館，東京）） |
|                    | 『共同性の地平を求めて』上映+高橋巖講演+対談（岡山PEPPERLAND） |
|                    | 『QONVERSATIONS TRIP OKAYAMA』対談 軸原ヨウスケ（グラフィック･デザイナー）×能勢伊勢雄（cafe moyau，岡山） |
|                    | 岡山芸術回廊関連イヴェント レクチャー『パフォーミングアーツとはなにか』『龍とはなにか』（旧内山下小学校跡，岡山） |
|                    | 銀塩写真家集団Phenomena『Silver Print ARS』監修（岡山県天神山文化プラザ） |
|                    | 『イーハトーブ in ルネスⅡ 遊学 in ルネス』パネラー（ルネスホール，岡山） |
|                    | 『林 三從展 -みよりが遺したもの-』トークセッション（奈義町現代美術館，岡山） |
| 2013年（平成25年） | 『山のシューレ2012レポート展』（ギャラリー册，東京） |
|                    | 武蔵野美術大学芸術文化学科 対談+レクチャー |
|                    | （対談『芸術､文化のスペクタクル』新見隆×能勢伊勢雄×芸術文化学科学生､レクチャー「関係性」から「共同性」へ） |
|                    | （ -現在）翻訳プロジェクト『EXPANDED CINEMA』読解 vol.01 -vol.04（GALAXY GALLERY，大阪） |
|                    | 『新・音楽の解読 -ダダ/インダストリアル/神秘主義/ハウス/ドローンまで､誰も知らない音楽史-』刊行 |
|                    | 「DOMMUNE」出演 DU BOOKS presents『能勢伊勢雄著『新・音楽の解読』2時間集中講義』（最終ツイート数14,000を記録） |
|                    | 能勢伊勢雄出演DOMMUNE『新 音楽の解読』上映会（岡山PEPPERLAND） |
|                    | 『新 音楽の解読』出版記念パーティーにて講演（渋谷シアターサイバード，東京） |
|                    | 『新 音楽の解読』出版記念パーティー､自著内容の講義（岡山PEPPERLAND） |
|                    | 「能勢伊勢雄セレクト･ブックフェアー」（丸善書店，岡山） |
|                    | 『アートガーデン企画展』オープニングレクチャー+トーク 伊丹裕（360°GRAPHICS）×藤木洋介（BEAMS B GALLERY）×能勢伊勢雄（アートガーデン，岡山） |
|                    | アートビオトープ那須「山のシューレ2013」にて､鼎談『近代文明のベクトルを考える -ボイス･フラー･ケージから-』､講義『ゲーテ色彩論 形態学と相似象の科学』（二期倶楽部，栃木） |
|                    | 写真展『MORPHOLOGY#2』（ギャラリー册，東京） |
|                    | 『DU BOOKSフェア』の選書（堂書店，東京） |
|                    | （ -現在）東京『美學校』公開講座開始 |
|                    | 『イーハトーブ in ルネスⅢ 対談「遊学 in ルネス」総集編』（ルネスホール，岡山） |
|                    | 劇団 燐光群の脚本･演出家 坂手洋二との対談『ここには映画館があった』（ブルーブルース，岡山） |
|                    | 岡山県立美術館開館25周年記念特別展示『映像その記録･表現･記憶』監修､映像作品出品､対談（岡山県立美術館） |
|                    | 『能勢伊勢雄写真展 -MORPHOLOGY･遊図･PORTOGRAPHの世界-』（奈義町現代美術館，岡山） |
|                    | ARTIST×CAFE Vol.44 『会話による「エーテル空間の作用」』対談 粟野由美×能勢伊勢雄（奈義町現代美術館，岡山） |
|                    | 『岡山県天神山文化プラザ/岡山県総合文化センター 50周年記念誌』に寄稿「「プラザ」の中に「センター」を!!」 |
| 2014年（平成26年） | ARTIST×CAFE Vol.45 対談 小野和則×能勢伊勢雄（奈義町現代美術館，岡山） |
|                    | 対談『こむらがえる夜 山崎春美×松岡正剛×佐藤薫×能勢伊勢雄』（Loft PlusOne，東京） |
|                    | ゲーテをめぐるレクチャー『ゲーテ自然学･色彩論とその系譜』（大阪ドイツ文化センター） |
|                    | アートビオトープ那須「山のシューレ2014」にて､講義『古神道は何を行ってきたのか？-場所や土地を巡った神業について-』､横沢マルシェ 特別対談『解像度と響き』能勢伊勢雄×浅田泰（音響エンジニア）､特別展示『地上の星々 -宇宙エーテル体頌､那須から- 能勢伊勢雄の写真とダグラス･ブラックのミックス･メディアの出会い』能勢伊勢雄×ダグラス･ブラック（陶芸）（二期倶楽部，栃木） |
|                    | 『EXPANDED CINEMA vol.04』（Galaxy Gallery，大阪） |
|                    | 銀塩写真家集団Phenomena『フトマニ･クシロ･ランドスケープ』監修 （奈義町現代美術館，岡山） |
|                    | 対談『OptiSoniX JINMO×能勢伊勢雄』（六本木Bullet’s，東京） |
|                    | NOMART 25周年記念イヴェント vol.1『Favorite Books』（Gallery NOMART，大阪） |
|                    | 宗右衛門町音楽祭2014『向井千惠×工藤冬里の音楽と古神道/Live+レクチャー+対談の夜』（Loft Pulas One West，大阪） |
|                    | 上映+トークイヴェント『THERE IS NO AUTHORITY BUT YOURSELF』能勢伊勢雄×嘉ノ海幹彦（FM DJ）×文谷昌弘（ミュージシャン）×岡田高史（ミュージシャン）（岡山PEPPERLAND） |
|                    | 中里和人写真展『龍宮』対談 中里和人×能勢伊勢雄（GALLERY722，岡山） |
|                    | NOMART 25周年記念イヴェント vol.3『FACTORY HOUSE 展』『新 音楽の解読』能勢伊勢雄によるトークとFACTORY HOUSE SOUND SYSTEMによる試聴会（Gallery NOMART，大阪） |
|                    | NOMART 25周年記念イヴェント vol.4 『能勢伊勢雄 写真展 ゲーテ形態学から』+アーティストトーク（Gallery NOMART，大阪） |
|                    | 『Cross Road』レクチャー+対談 林聡×能勢伊勢雄/Live.es（Loft PlusOne West，大阪） |
|                    | NOMART25周年記念イヴェント vol.5『能勢伊勢雄 ティンクトゥーラ展 ゲーテ色彩論から』+ワークショップ（Gallery NOMART，大阪） |
|                    | PEPPERLAND40周年記念『能勢慶子の友達と40年間を振り返る一日』（岡山PEPPERLAND） |
|                    | 写真集『ISEO NOSE:MORPHOLOGY 能勢伊勢雄:形態学』（赤々舎）出版 |
|                    | PEPPERLAND40周年記念 能勢伊勢雄写真集『MORPHOLOGY 形態学』出版記念イヴェント『LIVE & DRONE NIGHT+対談 谷崎テトラ×能勢伊勢雄』 |
|                    | 『ART KAOHSIUNG 2014』（Taiwan Kaohsiung） |
|                    | 高松市塩江美術館 開館20周年記念 大木裕之展覧会『現代子』対談 大木裕之×能勢伊勢雄（高松市塩江美術館，香川） |
|                    | 北山ひとみ著『人分けの小道』（ジャパン･ライフデザイン･システムズ）にて写真を担当 |
|                    | 山陽新聞夕刊に『世代超え愛され40年 ライブハウス･ペパーランド（岡山）』が一面記事として掲載される。 |
| 2015年（平成27年） | 月刊『プラザ 岡山』（オークシード）に「21世紀 岡山の100人」に選出､インタビューが掲載される |
|                    | 作品『LP Book:Tinctura-Cloud』（Nomart,Inc.）リリース |
|                    | まちなかアート再生チャリティ展『10×10』にてグリューネヴァルトの『イーゼンハイムの祭壇画』で描かれているコルマール地方の堆積岩の作品を発表（岡山県天神山文化プラザ） |
|                    | アートビオトープ那須「山のシューレ2015」にて､講義『神道形態学 -初國の祭祀の庭から国家へ-』､特別展示 銀塩写真家集団Phenomena『フトマニクシロ･ランドスケープ』監修（二期倶楽部，栃木） |
|                    | 池本喜巳写真展『幻影床屋考』トークイヴェント 窪山洋子+池本喜巳×都築響一×能勢伊勢雄（BLOOM GALLERY，大阪） |
|                    | 川口和之写真展『沖縄幻視行』レクチャー+対談 川口和之×能勢伊勢雄（GALLERY722，岡山） |
|                    | 『LP Book:Tinctura-Cloud』（MIU ART BOX，岡山） |
|                    | 美學校岡山校関連音楽イヴェント『-Alt.-projects』､対談『-Alt.-projects Talk show』A.K.iii.O!!!×白神×高山×能勢（岡山PEPPERLAND） |
|                    | 京都国際映画祭『ハプニング69-04”60年代アートに何が起きていたのか??』上映+レクチャー（立誠シネマ，京都） |
|                    | 『ゲーテ形態学とDance』レクチャー+対談 尾崎伸行（ミュージシャン）×能勢伊勢雄（Social Kitchen，京都） |
|                    | 大分県立美術館開館記念展 Vol.2『神々の黄昏 -東西のヴィーナス出会う世紀末､心の風景､西東-』写真4作品･映像作品出品（大分県立美術館） |
|                    | アートの今 岡山2015『dialogues:対話』にて､中原浩大（美術家）とコラボレーション+対談（作品巡回 岡山県天神山文化プラザ､高梁市歴史美術館､奈義町現代美術館，岡山） |
|                    | 『Night of the Fring vil.2 言霊･音霊』講演『神道形態学』､対談『霊的覚醒をもたらす音楽』能勢伊勢雄×中原昌也×齋藤数馬（Omega Point Organization）（山羊に､聞く？，東京） |
|                    | 『神道形態学の研究』レクチャー（学芸研究所，東京） |
|                    | 『高橋巌 自らを語る』対談 松本順正×高橋巖×能勢伊勢雄（学芸研究所，東京） |
| 2016年（平成28年） | 『CRASS:SEMI-DETACHED VIDEO COLLEGES 1978-84』上映会+トークイヴェント能勢伊勢雄×嘉ノ海幹彦（FM DJ）×文谷昌弘（ミュージシャン）×岡田高史（ミュージシャン）（岡山PEPPERLAND） |
|                    | 『OPAM×能勢伊勢雄 シアター･イン･ミュージアム』企画･監修･出品､銀塩写真家集団Phenomena『フトマニクシロ･ランドスケープ』監修（大分県立美術館） |
|                    | アートビオトープ那須「山のシューレ2016」シンポジウム､基調講演『近代医学の源流から総合的生命学へ』鼎談 安田登（能楽師）×中山孔壹（医学）×能勢伊勢雄（二期倶楽部，栃木） |
|                    | 京都国際映画祭関連イヴェント『グラフィティ表現の歴史 -グラフィティーアートとBanksy-』レクチャー（立誠小学校，京都） |
|                    | NPO法人「企画on岡山」公開インタビュー『一匹狼の文化人on岡山 能勢伊勢雄×たずねびと 犬養佳子』（岡山禁酒會館） |
|                    | 大木裕之キュレーション『ネオ･シチュアシオニストの前日』出品とオープニングレセプション･トーク『シチュアシオニストとして生きたこと。』（ARATANIURANO，東京） |
|                    | 上映会+トークイヴェント『かわなかのぶひろ映画』（岡山PEPPERLAND） |
|                    | 京都国際映画祭2016 『実験映画史に見る「映画言語」の変革』能勢２作品上映+レクチャー+対談 おかけんた×能勢伊勢雄（立誠シネマ，京都） |
|                    | 岡山文庫『写真家 山崎治雄の仕事 -よみがえる戦後おかやまの記録-』（日本文教出版社）寄稿 |
|                    | MUJI BOOKS『本人（ほんびと）』（岡山ロッソ内無印良品）にて書籍セレクト |
| 2017年（平成29年） | 日本経済新聞に『山﨑治雄 魂の記録写真』執筆 |
|                    | 渡邊耕一写真展『Moving Plants』対談 綾 智佳+渡邊耕一×能勢伊勢雄（ギャラリー722，岡山） |
|                    | アートビオトープ那須「山のシューレ2017」にて､オープニング･シンポジウム 伊藤俊治（美術史）×椹木野衣（美術評論）×熊倉敬聡（芸術学）×能勢伊勢雄､講義『T.A.Z.（一時的自律領域）を生きて』､対談『T.A.Z.（一時的自律領域）が生み出す新たな可能性を語る』熊倉敬聡（芸術学）×能勢伊勢雄（二期倶楽部，栃木）                                                                  |
|                    | 銀塩写真家集団Phenomena『鳥取･岡山おもかげ考 城下町を中心として』監修､レクチャー『城下町･地と森と人の交差点』､クロストーク『写真に現れた”おもかげ”とは？』（池本喜巳小さな写真美術館，鳥取） |
|                    | 銀塩写真家集団Phenomena『Phenomena写真最前線 フトマニクシロ･ランドスケープ』監修（岡山県天神山文化プラザ） |
|                    | 連続講座『能勢伊勢雄大全』第一期 #1「シチュアシオニストとして生きたこと/前編 -能勢伊勢雄の実践を紐解きながら-」（丸の内テラス，岡山） |
|                    | レクチャー『音楽と霊性』（旬菜ココット，大阪） |
|                    | トーク『KONORI Legend Live Action!!』（岡山PEPPERLAND） |
|                    | 京都国際映画祭2017 『共同性の地平を求めて』上映+鼎談『人間の救いとは何か？』荻原勝×おかけんた×能勢伊勢雄（立誠小学校，京都） |
|                    | 連続講座『能勢伊勢雄大全』第一期 #2「シチュアシオニストとして生きたこと/後編 -能勢伊勢雄の実践を紐解きながら-」（丸の内テラス，岡山） |
|                    | 連続講座『能勢伊勢雄大全』第一期 #3「岡山での実験映画の台頭 -能勢伊勢雄と大森誠一の映像作品-」（丸の内テラス，岡山） |
|                    | 鼎談『ルドルフ･シュタイナーと古神道 日本の霊性と人智学』小林直生（ヨーロッパ精神史研究所）×冨田貴史（冨貴工房）×能勢伊勢雄（岡山PEPPERLAND） |
|                    | 銀塩写真家集団Phenomenaから写真家集団Phenomenaに改名 |
|                    | 連続講座『能勢伊勢雄大全』第一期 #4「実験映画史「映画言語の変革」-文化状況を打破するための､もう一つの映画言語への到達点-」（丸の内テラス，岡山） |
|                    | 写真集 写真家集団Phenomena『フトマニクシロ･ランドスケープ 建国の原像を問う』（水声社）監修 |
| 2018年（平成30年） | Group Exhibition『AllStars』にて､『テレパシー・アート』作品を公開（Gallery NORMART，大阪） |
|                    | 写真家集団Phenomena『フトマニクシロ･ランドスケープ 建國の原像を問う』監修+出版記念パーティー（Gallery册，東京） |
|                    | DOMMUNE出演『フトマニクシロ･ランドスケープ 建国の原像を問う』トーク 武田崇元（古神道霊学）×写真家集団Phenomena×能勢伊勢雄（DOMMUNE，東京） |
|                    | 連続講座『能勢伊勢雄大全』第一期 #5「実験映画鑑賞･海外編 -知覚の拡張に向かっての映像体験-」（丸の内テラス，岡山） |
|                    | 連続講座『能勢伊勢雄大全』第一期 #6「実験映画鑑賞･海外編＃2 -知覚の拡張に向かっての映像体験-」（丸の内テラス，岡山） |
|                    | ニシガワ図鑑Ⅱ『Telepathy Art図鑑』レクチャー+映像作品+テレパシーによる公開作品制作（西川アイプラザ，岡山） |
|                    | 『台湾×日本＝◻､◻､◻』対談 大塲真護×三船文彰×関美能留×浦上雅彦×能勢伊勢雄（西川アイプラザ，岡山） |
|                    | 連続講座『能勢伊勢雄大全』第一期 #7「実験映画史③日本映画作品鑑賞」（丸の内テラス，岡山） |
|                    | 『超たまたま16』に『能勢伊勢雄⇔松澤宥テレパシーアート」出品（アートスポット シャトー，東京） |
|                    | 連続講座『能勢伊勢雄大全』第二期 #8「Live House ペパーランドの誕生と展開」（丸の内テラス，岡山） |
|                    | 京都市2018 |
|                    | 連続講座『能勢伊勢雄大全』第二期 #9「備前アートイベント」が挑んだ先駆性（丸の内テラス，岡山） |
|                    | 連続講座『能勢伊勢雄大全』第二期 #10「『スペクタクル能勢伊勢雄 1968‐2004』展の訴求力~キュレーター・那須孝幸氏を迎えて~」（丸の内テラス，岡山） |
|                    | 連続講座『能勢伊勢雄大全』第二期 #11「『スペクタクル能勢伊勢雄 1968‐2004』展と「デジタル・ムネモシュネ」構想」（丸の内テラス，岡山） |
|                    | 連続講座『能勢伊勢雄大全』第二期 #12「日本写真史に刻印された山﨑治雄の視座」（丸の内テラス，岡山） |
|                    | 公益財団法人福武教育文化振興財団より「福武文化賞」受賞 |
|                    | 連続講座『能勢伊勢雄大全』第二期 #13「山﨑治雄写真から読み取れる「近代」への疑問」（丸の内テラス，岡山） |
|                    | 連続講座『能勢伊勢雄大全』第二期 #14「犬島の産業遺産アートが提示している「近代の超克」の問題」（丸の内テラス，岡山） |
|                    | 鬼ノ城塾講座「能勢伊勢雄による岡山のアートシーンの検証」（鬼ノ城ゴルフ倶楽部クラブハウス，岡山） |
| 2019年（令和元年） | アートビオトープ「山のシューレ2018-2019」にて､講義「忘れられた庭園学ーこもり水と仙庭」（Gallery册，東京） |
|                    | 連続講座『能勢伊勢雄大全』第二期 #15「能勢伊勢雄作品『共同性の地平を求めて 68/75 荻原勝ドキュメント』上映」（丸の内テラス，岡山） |
|                    | 小野和則『魂魄』展にて『松澤宥机上（Ψの部屋）』をコラボレーション出品（Gallery Salon de Vaḿhou，岡山） |
|                    | 連続講座『能勢伊勢雄大全』第二期 #16「ゲーテ「色彩論」が放つ深層」（丸の内テラス，岡山） |
|                    | 連続講座『能勢伊勢雄大全』第二期 #17「ゲーテ「形態学」で拓いた地平」（丸の内テラス，岡山） |
|                    | 連続講座『能勢伊勢雄大全』第三期 #18「ゲーテ「形態学」で拓いた地平II」（丸の内テラス，岡山） |
|                    | 連続講座『能勢伊勢雄大全』第三期 #19「ゲーテ「形態学」とDance」（丸の内テラス，岡山） |
|                    | 慶應義塾大学アート・センターに作品が収蔵される |
|                    | 瀬戸内国際芸術祭2019「DOMMUNE SETOUCHI」＃1「JOHN WIESEの実験音楽と視覚芸術｜アメリカサウンドアートの歴史！」出演（DOMMUNE SETOUCHI・高松） |
|                    | 連続講座『能勢伊勢雄大全』第三期 #20「古神道とは何か」（丸の内テラス，岡山） |
|                    | 高知県立美術館ホール「夏の高知M・Iよさこいアート祭り2019 映像と祭り！」にて映画『共同性の地平を求めて』上映＋美術｜能勢伊勢雄×PHENOMENA ×大木裕之 |
|                    | 連続講座『能勢伊勢雄大全』第三期 #21「神道形態学」（丸の内テラス，岡山） |
|                    | 連続講座『能勢伊勢雄大全』第三期 #22「フトマニクシロ・ランドスケープ」（丸の内テラス，岡山） |
|                    | Gallery NOMART 30周年企画「30th-Miracle vol.1/Books:Publication of Art」サロンゲスト+出品（Gallery NOMART・大阪） |
|                    | 瀬戸内国際芸術祭2019「DOMMUNE SETOUCHI」＃2 HISTORY OF SETOUCHI ALTERNATIVE CULTURE（岡山編１） 45th Anniversary, beyond more ACTION!!「岡山PEPERLANDの歴史と功績」出演（DOMMUNE SETOUCHI・高松） |
|                    | ノマル30周年記念BOOK『アートの奇跡』Nomart Editions刊に取扱作品、Nomartでの展覧会履歴等が掲載 |
|                    | Gallery NOMART 30周年企画「30th-Miracle vol.2 On the Wall」出品（Gallery NOMART・大阪） |
|                    | 「Little Cloud」展にて対談（上之町會舘・岡山） |
|                    | 「文化音楽芸術祭」Opening Talk 宇川直宏×能勢伊勢雄、映画『共同性の地平を求めて』上映×トーク（瀬戸内リトリート青凪・愛媛） |
|                    | 瀬戸内国際芸術祭2019「DOMMUNE SETOUCHI」＃2 HISTORY OF SETOUCHI ALTERNATIVE CULTURE（岡山編１） 45th Anniversary, beyond more ACTION!!「岡山PEPERLANDの歴史と功績」上映＋レクチャー（岡山PEPPERLAND） |
|                    | 能勢伊勢雄音楽レクチャー『音楽が予感させる未来』（岡山PEPPERLAND） |
|                    | 『天神山文化プラザ収蔵作品展』関連展示に「アントロポゾフィー形態学」展示（天神山文化プラザ・岡山） |
|                    | Gallery NOMART 30周年企画Group Exhibition「30th-Miracle vol.5/Miracle」出品（Gallery NOMART・大阪） |
|                    | 連続講座『能勢伊勢雄大全』第三期 #24「新・音楽の解読 I」（丸の内テラス，岡山） |
| 2020年（令和2年）  | 『会話 Gesprächsabend.』「写真について会話をしましょう」+『能勢伊勢雄写真展 PORTOGRAPH』（Gallery SUPERBLANK） |
|                    | 連続講座『能勢伊勢雄大全』第三期 #25「新・音楽の解読 Ⅱ」（丸の内テラス，岡山） |
|                    | 連続講座『能勢伊勢雄大全』第三期 #26「新・音楽の解読 Ⅲ」（丸の内テラス，岡山） |
|                    | 連続講座『能勢伊勢雄大全』第三期 #27「新・音楽の解読 ⅳ」（丸の内テラス，岡山） |
|                    | 連続講座『能勢伊勢雄大全』は新型コロナにより中断を余儀なくされる |
|                    | ミュージックフリーマガジン『JUNGLE★LIFE 269』に「ポスト･パンデミックに向けて!!!」寄稿 |
|                    | Musicman「ライブハウス 岡山ペパーランド 能勢伊勢雄氏インタビュー」（Musicman Website） |
|                    | PEPPERLAND配信Live『MUSICK INFLUENCER』開始（〜現在続行中）能勢遊神・峠諭人・岡洋介 |
|                    | KENTARO HAYASHI『PECULIAR』ライナーノーツ「傷ついたエーテル体の修復音楽」寄稿 |
|                    | ロフトプロジェクト『ウィズコロナ時代を迎えて-ライブハウスはどう戦えばいいのか、“音楽の現場”から考える-』出演（LOFTchannel Website） |
|                    | FM『Raccoのざつおん倶楽部#11』出演（Radio MOMO） |
|                    | 京都国際映画祭2020 能勢伊勢雄映像作品『京都の伝統と前衛 -陶芸を革新した八木一夫を巡って- 』+おかけんた氏との対談（京都国際映画祭2020 Website） |
|                    | 『PLUG 55』誌に「感染症の「差別」が生み出した詩人」寄稿 |
|                    | おかやま国際音楽祭2020Xライブハウス『RESTART TO REBORN』参加（岡山市市民生活局文化振興課･ 岡山文化芸術創造 交流協働事業部） |
|                    | 大木裕之presentsM・I 2020 20周年記念『ネオシチュアシオニストエゴイスト2020宣言』レクチャー+対談（高知県立美術館ホール） |
|                    | KENTARO HAYASHI『PECULIAR』にライナーノーツ「傷ついたエーテル体の修復音楽」寄稿 |
|                    | 黒色エレジー『Kokushoku Elegy』(FJSP419)ライナーノーツ「見失った「NON!!」を求めた黒色エレジー」寄稿 |
| 2021年（令和3年）  | New Cultural Standards.OKAYAMA第2回『新しい文化基準=新しい美術館』シンポジウム「岡山文化の「センター」を考える」講師 |
|                    | VA.「vanity records」BOX（きょうrecords）にライナーノーツ「「資料体」としての「vanity records」BOX」寄稿 |
|                    | CD Juri Suzue『Rotten Miso』（slowdown records）にライナーノーツ「「「大きな物語」の「夢」と希望が瓦解した世界で…。」寄稿 |
|                    | 豊田利晃監督『戦慄せしめよ/Shiver』解説文「天地人を一枚にする見事なコラボレーション」寄稿 |
|                    | 岡山中央ロータリークラブ例会『文化領域を跨ぐ表現の実践』講師 |
|                    | 岡山県文化連盟・文化芸術交流実験室Vol.30「岡山カルチャー･クロニクルシリーズ 1 『遊図に学ぶ視覚的な記録法』」講師 ……等多数 |

## 主著・共著
- 『スペクタル能勢伊勢雄1968-2004』(企画編集：那須孝幸 和光出版刊)
- 『サイバーレボリューション』(第三書館刊)
- 『E』(ノイプロダクト出版刊)『ジ・オウム-サブカルチャーとオウム真理教』(太田出版刊)
- 『観想の空間』(尾道市立美術館)　『龍の國 尾道 その象徴と造形』(尾道市美尾道市立美術館 2000)
- 『X-COLOR GRAFFITI IN JAPAN』(FOIL 2005)
- 『photographers’gallery press no.5』（2006）
- 『新・音楽の解読：ダダ／インダストリアル／神秘主義／ハウス／ドローンまで、誰も教えない音楽史』（DU BOOKS　2013）等、他多数